# Гоптовка (таможенный пункт)

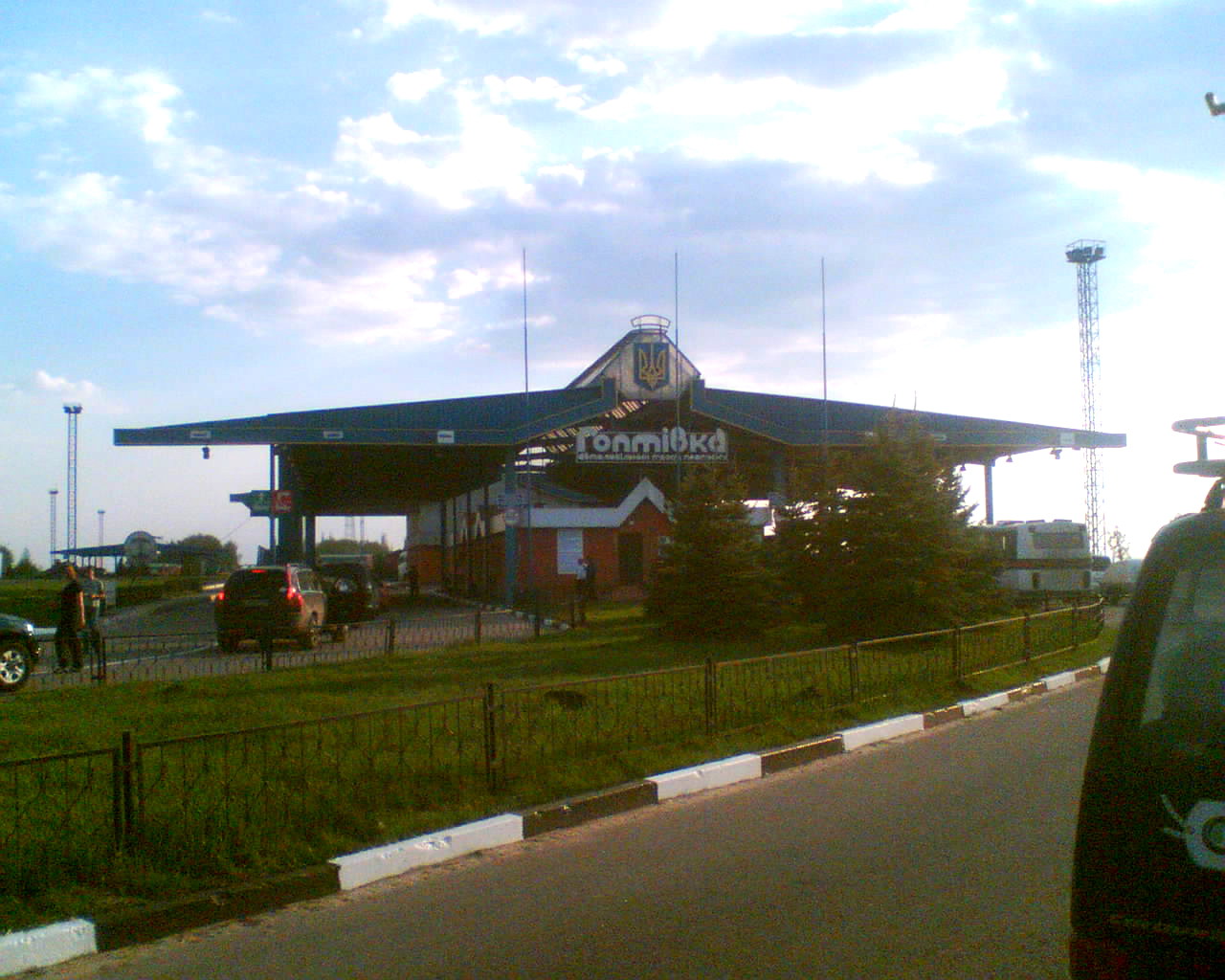
Вид на пункт пропуска «Гоптовка» с российской стороны

Го́птовка (укр. Гоптівка) — пограничный пункт пропуска на украинско-российской границе в Харьковском районе Харьковской области Украины. Открыт в 2002 году. 
Является одним из крупнейших автомобильных переходов на украинско-российской границе. Расположен на автотрассе E 105 (участок Белгород—Харьков). Через пункт пропуска «Гоптовка—Нехотеевка» разрешалось также пешеходное движение.
На переход Гоптовка—Нехотеевка приходилась почти пятая часть от общего числа автомобилей, пересекающих российско-украинскую границу. Согласно статистике, в летнее время на этом участке границу пересекало до 1,5 млн человек. С российской стороны контроль осуществлял пропускной пункт Нехотеевка.
С 11 сентября 2022 года снова контролируется ВС Украины.